# Брук Лопес
Брук Роберт Лопес (англ. Brook Robert Lopez; нар. 1 квітня 1988) — американський професійний баскетболіст, центровий команди НБА «Мілвокі Бакс». Чемпіон НБА 2021 року. Брат-близнюк баскетболіста НБА Робіна Лопеса.

## Кар'єра
На студентському рівні, разом із братом Робіном, виступав за команду «Стенфорд Кардінал».
Брук був обраний на драфті 2008 року під 10 загальним номером клубом «Бруклін Нетс». Його брат-близнюк, Робін Лопес, був обраний на цьому ж драфті під 15 номером клубом «Фінікс Санз».
У дебютному сезоні Брук проводив на майданчику в середньому понад 30 хвилин за гру. Він став гравцем стартової п'ятірки через травму основного центрового команди, але надалі, завдяки хорошій статистиці виступів, закріпився в основному складі. За підсумками сезону 2008-09 Брук посів 4 місце в НБА (серед новачків — перше) за кількістю блокшотів — 154.
Лопес був обраний учасником гри новачків НБА, він посів 3 місце в голосуванні за звання новачка року та був обраний в команду новачків НБА.
У своєму другому сезоні в НБА Лопес виходив у стартовій п'ятірці у всіх 82 іграх регулярної першості. Він проводив на майданчику в середньому майже 37 хвилин за гру.
22 червня 2017 року був обміняний разом із правами на Кайла Кузму у «Лос-Анджелес Лейкерс».
17 липня 2018 року підписав контракт з «Мілвокі Бакс». Дебютував за команду 17 жовтня 2018 року у переможному матчі проти «Шарлотт Горнетс».

## Статистика виступів в НБА

### Регулярний сезон
| Сезон            | Команда          | GP  | GS  | MPG  | FG%  | 3P%  | FT%  | RPG | APG | SPG | BPG | PPG  |
| ---------------- | ---------------- | --- | --- | ---- | ---- | ---- | ---- | --- | --- | --- | --- | ---- |
| 2008–09          | Нью-Джерсі       | 82  | 75  | 30.5 | .531 | .000 | .793 | 8.1 | 1.0 | .5  | 1.8 | 13.0 |
| 2009–10          | Нью-Джерсі       | 82  | 82  | 36.9 | .499 | .000 | .817 | 8.6 | 2.3 | .7  | 1.7 | 18.8 |
| 2010–11          | Нью-Джерсі       | 82  | 82  | 35.2 | .492 | .000 | .787 | 6.0 | 1.6 | .6  | 1.5 | 20.4 |
| 2011–12          | Нью-Джерсі       | 5   | 5   | 27.2 | .494 | —    | .625 | 3.6 | 1.2 | .2  | .8  | 19.2 |
| 2012–13          | Бруклін          | 74  | 74  | 30.4 | .521 | .000 | .758 | 6.9 | .9  | .4  | 2.1 | 19.4 |
| 2013–14          | Бруклін          | 17  | 17  | 31.4 | .563 | .000 | .817 | 6.0 | .9  | .5  | 1.8 | 20.7 |
| 2014–15          | Бруклін          | 72  | 44  | 29.2 | .513 | .100 | .814 | 7.4 | .7  | .6  | 1.8 | 17.2 |
| 2015–16          | Бруклін          | 73  | 73  | 33.7 | .511 | .143 | .787 | 7.8 | 2.0 | .8  | 1.7 | 20.6 |
| 2016–17          | Бруклін          | 75  | 75  | 29.6 | .474 | .346 | .810 | 5.4 | 2.3 | .5  | 1.7 | 20.5 |
| 2017–18          | Л. А. Лейкерс    | 74  | 72  | 23.4 | .465 | .345 | .703 | 4.0 | 1.7 | .4  | 1.3 | 13.0 |
| 2018–19          | Мілвокі          | 81  | 81  | 28.7 | .452 | .365 | .842 | 4.9 | 1.2 | .6  | 2.2 | 12.5 |
| 2019–20          | Мілвокі          | 68  | 67  | 26.7 | .435 | .314 | .836 | 4.6 | 1.5 | .7  | 2.4 | 12.0 |
| 2020–21†         | Мілвокі          | 70  | 70  | 27.2 | .503 | .338 | .845 | 5.0 | .7  | .6  | 1.5 | 12.3 |
| Кар'єра          | Кар'єра          | 855 | 817 | 30.3 | .494 | .340 | .796 | 6.3 | 1.5 | .6  | 1.8 | 16.5 |
| Матчі усіх зірок | Матчі усіх зірок | 1   | 0   | 11.0 | .000 | .000 | .750 | 5.0 | 3.0 | .0  | .0  | 3.0  |

### Плейофф
| Сезон   | Команда | GP | GS | MPG  | FG%  | 3P%   | FT%  | RPG | APG | SPG | BPG | PPG  |
| ------- | ------- | -- | -- | ---- | ---- | ----- | ---- | --- | --- | --- | --- | ---- |
| 2013    | Бруклін | 7  | 7  | 37.6 | .472 | 1.000 | .886 | 7.4 | 1.4 | .9  | 3.0 | 22.3 |
| 2015    | Бруклін | 6  | 6  | 39.0 | .494 | —     | .825 | 9.0 | .8  | .7  | 2.2 | 19.8 |
| 2019    | Мілвокі | 15 | 15 | 29.2 | .455 | .293  | .828 | 5.5 | 1.4 | .4  | 1.9 | 11.2 |
| 2020    | Мілвокі | 10 | 10 | 32.8 | .535 | .396  | .750 | 5.5 | .5  | 1.0 | 1.3 | 15.8 |
| 2021†   | Мілвокі | 23 | 23 | 29.0 | .548 | .319  | .860 | 5.9 | .3  | .7  | 1.5 | 13.0 |
| Кар'єра | Кар'єра | 61 | 61 | 31.6 | .507 | .333  | .841 | 6.2 | .8  | .7  | 1.8 | 14.7 |